# Горовой, Ерофей Евдокимович
Ерофей Евдокимович Горовой (1886—1938) — советский хозяйственный деятель, основатель и единственный ректор Северо-Двинского университета (1920—1921).
Родился в 1886 году в местечке Смелое Полтавской губернии. Потомственный ткач.
Член РСДРП с 1904 года, член РКП(б) с 1919 года (в 1918—1919 гг. член Российской социалистической рабочей партии интернационалистов). За революционную деятельность провёл в тюрьме свыше 5 лет.
Прослушал курс юридического факультета Коммерческий института.
Послужной список:
- с апреля 1917 редактор гомельской газеты «Голос народа», издававшейся Союзом кредитных, ссудо-сберегательных и потребительских обществ,
- октябрь 1917 член Временного совета Российской республики
- 1917—1918 председатель Гомельской земской уездной Управы,
- 1918 директор завода сельскохозяйственных машин и орудий, Новая Белица (предместье Гомеля),
- июль 1918 — член исполкома Усть-Сысольского уезда,
- 1919 арестован и некоторое время провёл в лагере на территории будущей Коми АССР
- 1919—1920 председатель горисполкома Великого Устюга,
- 1920—1921 ректор и директор рабфака Северо-Двинского университета,
- 1921—1922 секретарь правления Госсельсиндиката,
- март 1922—1923 директор Первой ситценабивной фабрики (бывшая фабрика Цинделя, Москва),
- 1923—1924 председатель правления Всесоюзного акционерного общества «Шерсть»,
- 1925—1927 председатель Суконного треста, г. Ульяновск (Ульсукно),
- 1927—1930 председатель правления Треста грубых сукон г. Москвы,
- 1930 член правления Всероссийского текстильного синдиката (ВТС), г. Москва,
- 1930—1931 директор Северных железных дорог НКПС, г. Москва,
- 1931 начальник Центрального управления связи и электротехники НКПС.
- 1931—1936 ?
- 1936—1938 директор Московского (Пресненского) машиностроительного (механического) завода Главлегмаша Наркомата машиностроения СССР (производство шерсточесальных машин).

Арестован 22 апреля 1938 г. по обвинению в участии в к.-р. террористической организации
Осуждён 28 августа 1938 г. и в тот же день расстрелян.
Место захоронения: Московская обл., Коммунарка.
Сочинения:
- Е. Е. Горовой. Северо-Двинский Государственный Университет. — Великий Устюг: Государственное издательство, 1921. — 750 экз.